# Ardea insignis
Ardea insignis là một loài chim trong họ Diệc.
Loài này được biết đến từ chân đồi phía đông dãy Himalaya ở Ấn Độ và Bhutan đến đông bắc Bangladesh và Myanmar. Loài này chủ yếu sinh sống đơn độc và hiện diện trong môi trường sống ven sông hoặc vùng đất ngập nước không bị xáo trộn. Loài này đã được liệt kê là cực kỳ nguy cấp trong Sách đỏ IUCN kể từ năm 2007, bởi vì dân số toàn cầu ước tính có ít hơn 300 cá thể trưởng thành và bị đe dọa bởi sự xáo trộn và suy thoái môi trường sống. 
Bộ lông chủ yếu là màu xám đen với cổ họng trắng và phần dưới.

## Hình ảnh

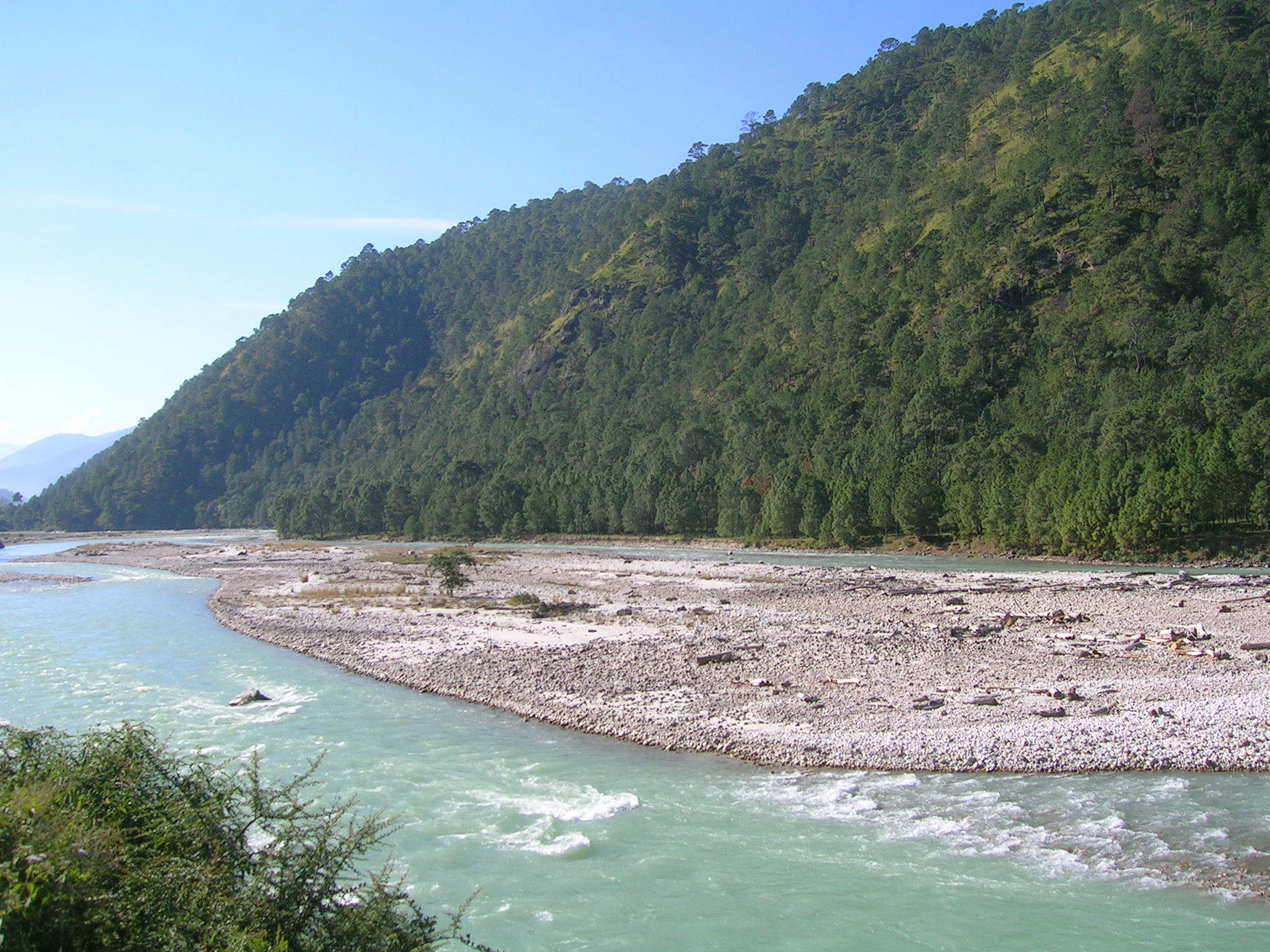